# 白色站
白色站（法語：Blanche）是巴黎地鐵2號線的一個車站，位於巴黎九區和巴黎十八區的交界處。白色站開業於1902年10月21日，因這裡曾是生產石膏的採石場而得名。白色站是距離紅磨坊最近的地鐵車站。

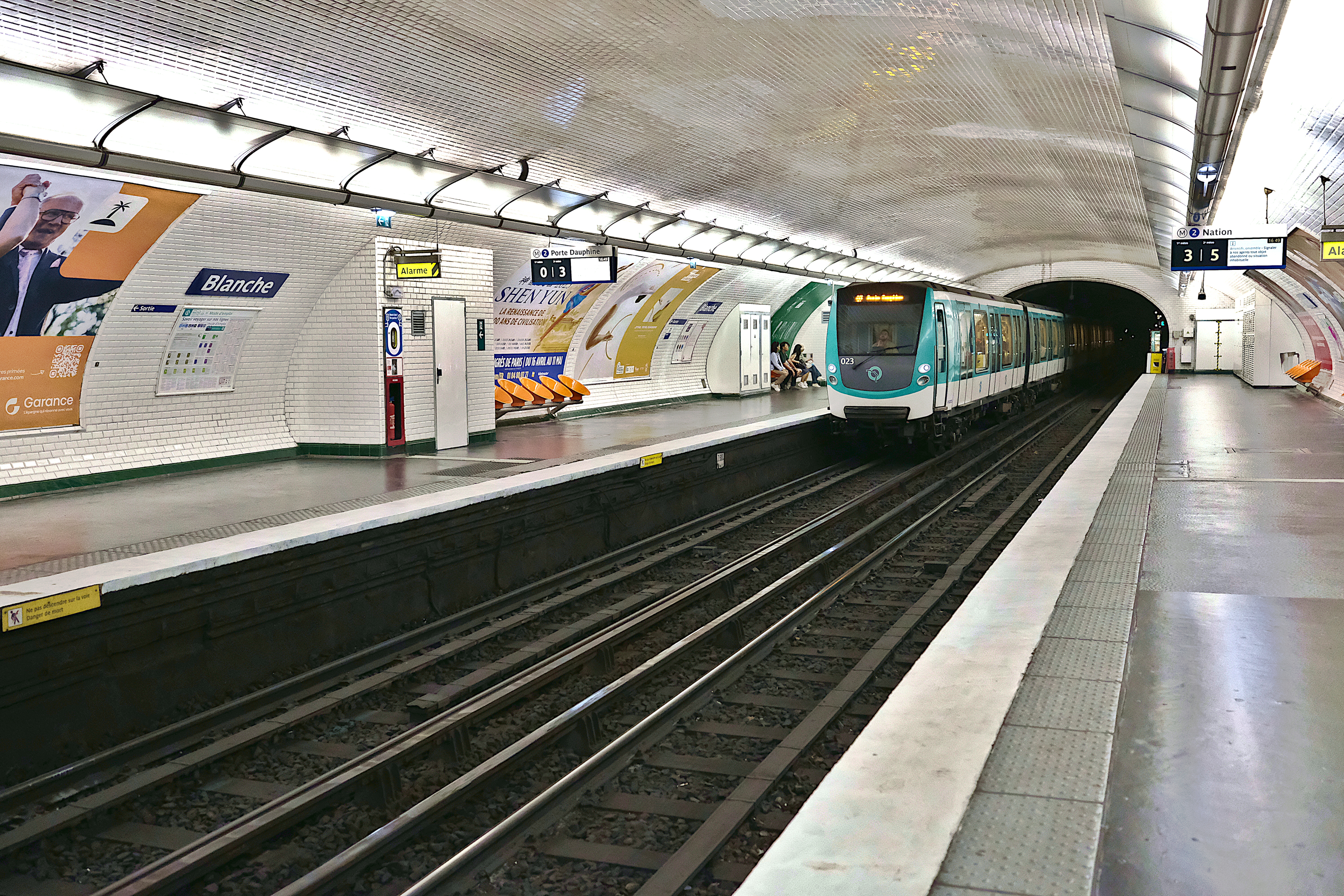
月台 (2024年9月)

## 車站結構
| G 街道   |                    |                        |
| M        | 月台連接夾層       |                        |
| P 月台層 | 側式月台，右側開門 | 側式月台，右側開門     |
| P 月台層 | 1號月台            | 往王妃門（克利希廣場） |
| P 月台層 | 2號月台            | 往民族廣場（畢嘉樂）   |
| P 月台層 | 側式月台，右側開門 |                        |